# Titularbistum Syedra
Syedra (ital.: Siedra) ist ein Titularbistum der römisch-katholischen Kirche. 
Es geht zurück auf ein untergegangenes Bistum der antiken Stadt Syedra in der kleinasiatischen Landschaft Lykien im Südwesten der heutigen Türkei, das der Kirchenprovinz Myra angehörte.
| Titularbischöfe von Syedra |                                  |                                                            |                   |                  |
| Nr.                        | Name                             | Amt                                                        | von               | bis              |
| 1                          | John Baptist Rosenthal SAC       | Apostolischer Vikar von Queenstown (Südafrikanische Union) | 9. April 1948     | 11. Januar 1951  |
| 2                          | Francisco Javier Nuño y Guerrero | Koadjutorbischof von Zacatecas (Mexiko)                    | 10. Juli 1951     | 5. Dezember 1951 |
| 3                          | Friedrich Osterrath OSB          | emeritierter Abt von Pietersburg (Südafrikanische Union)   | 14. November 1956 | 22. Juli 1960    |